# Malphas
Ne doit pas être confondu avec Malphas (suite romanesque).

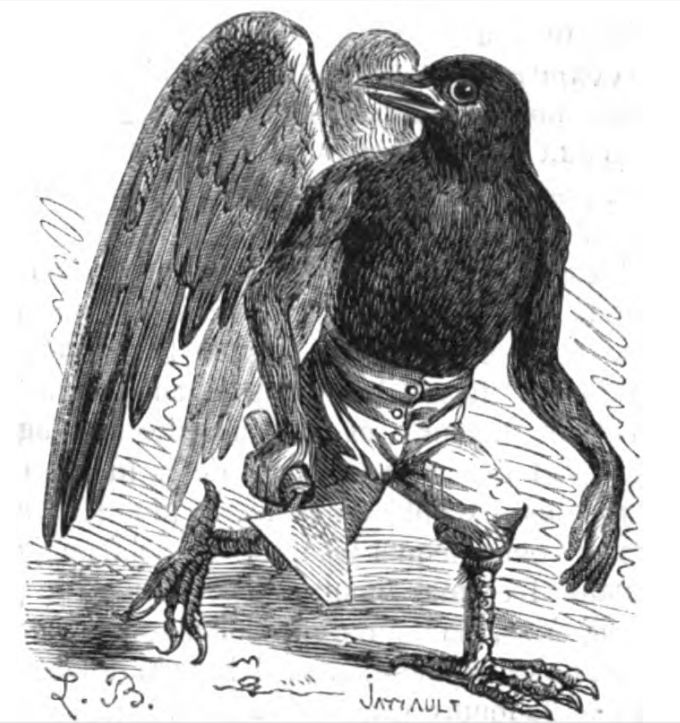
Illustration du démon Malphas dans le Dictionnaire Infernal de Collin de Plancy (6e édition, 1863)

Un Malphas est un démon issu des croyances de la goétie, science occulte de l'invocation d'entités démoniaques.
Le Lemegeton le mentionne en 39e position de sa liste de démons. Selon l'ouvrage, Malphas est un grand président des Enfers. Il apparaît sous la forme d'un corbeau mais peut prendre forme humaine. Le son de sa voix est rauque. Il bâtit des citadelles et des tours inexpugnables, renverse les remparts ennemis, et permet de trouver de bons serviteurs. 40 légions infernales lui obéissent.
La Pseudomonarchia Daemonum le mentionne en 32e position de sa liste de démons et lui attribue des caractéristiques similaires.
Selon Collin de Plancy il est possible que Malphas et Halphas ne soient qu'une seule et même entité.

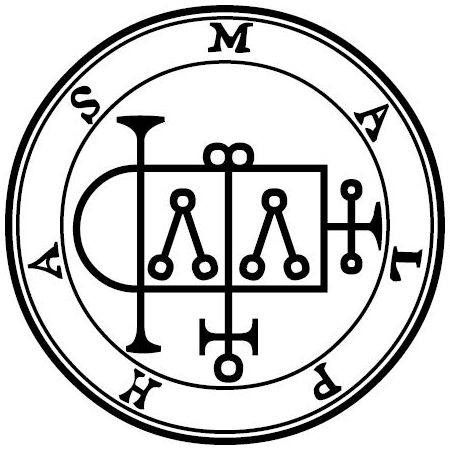
Le sceau de Malphas selon Mathers.

## Dans la culture populaire
Il est également un des personnages d'In Nomine Satanis/Magna Veritas (jeu de rôle) où il est le prince-démon de la discorde.
Il apparait également dans les jeux vidéo Castlevania: Dawn of Sorrow (en tant que boss) et Castlevania: Portrait of Ruin (en tant que monstre), dans les deux cas sous la forme d'un homme-corbeau attaquant à l'aide de ses plumes, d'autres corbeaux ou de magie noire. Dans un troisième cas plus récent, il apparaît sous les traits d'une femme-oiseau ou femme-corbeau dans le jeu, sur PS3 et Xbox 360, Castlevania: Lords of Shadow.
Dans Malphas, un roman de Patrick Senécal paru en 2011, Malphas est le prince-démon qui règne sur le cégep du même nom. Malphas est le démon antagoniste de la série Dead of Summer.
Dans la série de jeu vidéo Bayonetta, Malphas est un des démons alliés du personnage principal. 
Une autre des apparitions vidéoludiques de ce démon se trouve dans le jeu Devil May Cry 5 où il apparaît sous la forme de trois torses de femme montés sur une créature aux allures d'oisillon cadavérique géant.